# Roger Serrano
Roger Alberto Serrano Ruíz (Chepén, Perú, 23 de julio de 1970) es un exfutbolista peruano que jugó en la selección peruana de 1996 a 2000.

## Biografía
Roger Alberto Serrano Ruíz nació en Chepén, La Libertad. Ha jugado la mayor parte de su carrera con los clubes Universitario de Deportes, Sport Boys, Sporting Cristal, Alianza Lima y Cienciano en la Primera División Peruana.
Asimismo, tuvo dieciséis apariciones en la Selección de fútbol del Perú de 1996 a 2000, participando en las eliminatorias para la Copa Mundial de Fútbol Francia 1998.

## Clubes
| Club                | País | Año         |
| ------------------- | ---- | ----------- |
| León de Huánuco     | Perú | 1991 - 1992 |
| Universitario       | Perú | 1993        |
| Ciclista Lima       | Perú | 1994        |
| Deportivo SIPESA    | Perú | 1995        |
| Sport Boys          | Perú | 1996        |
| Sporting Cristal    | Perú | 1997 - 1998 |
| Deportivo Municipal | Perú | 1999        |
| Cienciano           | Perú | 1999 - 2000 |
| Deportivo Municipal | Perú | 2000        |
| Alianza Lima        | Perú | 2001        |
| Cienciano           | Perú | 2002        |

## Palmarés

### Campeonatos nacionales
| Título                    | Club          | País | Año  |
| ------------------------- | ------------- | ---- | ---- |
| Primera División del Perú | Universitario | Perú | 1993 |
| Primera División del Perú | Alianza Lima  | Perú | 2001 |